# Чистяков, Алексей Фёдорович
Алексе́й Фёдорович Чистяко́в (род. 11 февраля 1946) — российский дипломат. Чрезвычайный и полномочный посол Российской Федерации в Судане в 2003—2007 годах.

## Биография
В 1969 году окончил Московский государственный институт международных отношений (МГИМО) МИД СССР, в 1986 году — Курсы усовершенствования руководящих дипломатических кадров при Дипломатической академии МИД СССР. Кандидат политических наук. Владеет арабским и английским языками.
С 1971 года работал на различных дипломатических должностях в центральном аппарате МИД СССР и МИД РФ и за рубежом.
- В 1971—1974 годах — переводчик, атташе Посольства СССР в Йемене.
- В 1974—1976 годах — атташе, третий секретарь Отдела стран Ближнего Востока МИД СССР.
- В 1976—1978 годах — третий секретарь Посольства СССР в Египте.
- В 1978—1980 годах — третий секретарь Отдела стран Ближнего Востока МИД СССР.
- В 1980—1981 годах — второй секретарь Посольства СССР в Египте.
- В 1981—1985 годах — второй секретарь, первый секретарь Посольства СССР в Ливане.
- В 1985—1986 годах — слушатель Курсов усовершенствования руководящих дипломатических кадров при Дипакадемии МИД СССР .
- В 1986—1991 годах — и. о. заведующего сектором, заведующий сектором, заведующий отделом Управления стран Ближнего Востока и Северной Африки МИД СССР.
- В 1991—1992 годах — генеральный консул СССР в Тель-Авиве (Израиль).
- В 1992—1993 годах — советник-посланник Посольства России в Израиле.
- В 1993—1994 годах — заместитель начальника управления Департамента Африки и Ближнего Востока МИД России.
- В 1994—1995 годах — заместитель директора Департамента Ближнего Востока и Северной Африки МИД России.
- В 1995—2000 годах — представитель Российской Федерации при Палестинской национальной администрации в г. Газа.
- С октября 2000 по 2003 год — заместитель директора Департамента Ближнего Востока и Северной Африки МИД РФ.
- С 21 января 2003 по 12 июля 2007 года — чрезвычайный и полномочный посол Российской Федерации в Республике Судан[1][2].

## Общественная деятельность
В 2000—2003 годы занимал пост председателя Императорского православного палестинского общества, в настоящее время действительный член ИППО.
Одним из первых в российской новейшей истории поднял вопрос о необходимости возвращения российской недвижимости в Святой земле, в том числе Сергиевского подворья в Иерусалиме. Ещё до распада СССР занимался этой темой в период работы в Центральном аппарате МИД, а затем — в качестве участника действовавшей в Израиле в период восстановления отношений Советского Союза с Израилем временной консульской группы МИД СССР (1987—1993 гг.), в мандате которой фигурировала тема состояния российской недвижимости и её статуса. Впоследствии, будучи представителем Российской Федерации при Палестинской национальной администрации, добился от руководства ПНА во главе с Я.Арафатом перерегистрации на Россию двух ранее принадлежавших ИППО участков в г. Иерихоне и одного — там же — принадлежавшего РПЦ. Впоследствии, из-за смерти Я. Арафата в 2004 году, смены руководства Палестинской Национальной администрации и утраты действительности правоустанавливающих документов, упомянутые участки, на которые стали претендовать другие стороны, пришлось перерегистрировать заново. Эта работа была проведена по инициативе нового руководства ИППО во главе с С. В. Степашиным (председатель ИППО с 2007 года) совместно с МИД Российской Федерации.
Воспоминания А. Ф. Чистякова по теме предыстории возвращения Сергиевского подворья опубликованы в издаваемом ИППО Палестинском сборнике № 107 за 2011 г.

## Награды
- Орден Красной Звезды (1982).
- Почётная грамота МИД России (2002).

## Дипломатический ранг
- Чрезвычайный и полномочный посланник 1 класса (22 сентября 1993)[5]
- Чрезвычайный и полномочный посол (7 мая 2005)[6]